# Michel Poivert
Michel Poivert (18 de septiembre de 1965) es un profesor francés de historia del arte contemporáneo y de fotografía que trabaja en la Sorbona. Se ha interesado especialmente por el pictorialismo, tema de su tesis doctoral. De 1995 a 2010, fue presidente de la Société française de photographie, la Sociedad Francesa de Fotografía.

## Carrera
En 1992, Poivert ayudó a la Société française de photographie (SFP) a recuperarse de la casi quiebra y se convirtió en su presidente en 1995. En 2004, organizó la exposición "L'Utopie photographique", claro testimonio del nuevo impulso de la asociación con motivo de su 150.º aniversario. Ha sido editor de la revista de la SPP, Etudes photographiques, y junto con Clément Chéroux, ha participado en la creación de una colección de biografías de fotógrafos contemporáneos, también publicada por la SPP. Además de sus tareas docentes y de investigación, ha sido eficaz en la promoción de la joven generación de fotógrafos franceses.

## Trabajos
- La Photographie pictorialiste en France, Bibliothèque nationale-Hoëbeke, collection “ Le siècle d’or de la photographie ”, Paris, 1992, 31 cm, 108 p., 80 ill.
- Robert Demachy, Nathan, collection “ Photo-Poche ”, Paris, 1997, 19 cm, 75 p., 64 ill.
- Hippolyte Bayard, Nathan, collection “ Photo-Poche ”, Paris, 2001, 19 cm, 75 p., 64 ill.
- La photographie contemporaine, Flammarion, collection “ contemporain ”, Paris, 2002, 26 cm, 192 p., 140 ill.
- La photographie contemporaine, Flammarion, collection “ contemporain ”, Paris,. 2010, réed augmentée, 240 p., 200 ill., 2010.
- La Fotografia contemporanea, Einaudi, trad. Camilla Testi, 2011, 240 p.
- L’Utopie photographique, regard sur la collection de la Société française de photographie, (dir) Paris, Le Point du Jour Éditeur, 2005, 29cm, 223 p., 130 planches.
- L’image au service de la révolution – Photographie, surréalisme, politique, Paris, Le Point du Jour Éditeur, 2006, 122 p., 30 ill.
- L’Art de la photographie des origines à nos jours, (dir) avec Gunthert, André et al, Citadelles et Mazenod, 2007, 650 p., 1000 ill., réed. 2016.
- Soria della Fotografia, ed. italienne, (dir). Avec Gunthert, André et al., Electa, 2008.
- El Arte de la Fotografia, de los origines a la actualidad, ed. espagnole (dir) Avec Gunthert, André et al., Lunwerg Editores 2009.
- L’Art de la photographie des origines à nos jours, (dir) avec Gunthert, André, Shèyǐng yìshù, édition chinoise China Photo, 2015.
- Patrick Tosani – les corps photographiqes, avec Tiberghien, Gilles A., Flammarion, 2011.
- Gilles Caron, le conflit intérieur, Photosynthèses, Arles, 2012, 415 p., 300 ill.,
- Histoires de la Photographie, avec Julie Jones, Jeu de Paume/Le Point du Jour éditeur, 2014, 120 p., 97 ill.
- Man Ray photographe, bilingue fr./angl., Yellow Korner édition, Paris, 2014, 192 p., 110 ill.
- L'Expérience photographique (dir), Publications de la Sorbonne, 2014, 272 p.
- Brève histoire de la photograhie - essai, Hazan, 2015, 200 p.
- Les Peintres photographes, Citadelles et Mazenod, Paris, 2017.
- Gilles Caron 1968, Flammarion, Paris, 2018.
- La Photographie contemporaine, édition revue et augmentée, Flammarion, 2018.
- Philippe Chancel – Datazone, Photosynthèse, Arles, 2019.
- 50 ans de photographie française, de 1970 à nos jours, Textuel, 2019.
- La Région humaine – 20 ans de photographie documentaire, avec Gilles Verneret, ed. Loco, Paris 2021.
- La Fotografia contemporanea, Einaudi, Nuova Edizione ampliata, trad. Camilla Testi, 2021, 240 p.
- Paul Nadar – Payram, dialogue photographique sur la route de la soie, avec Mathilde Falguière, ed. Le Bec en l’Air, 2021.

## Exposiciones
- « Le Salon de photographie, le pictorialisme en Europe et aux Etats-Unis », musée Rodin, 1993.
- « Un monde non-objectif  en photographie », galerie Thessa Hérold, Paris, 2003.
- « L’utopie photographique, 150 ans de la Société française de photographie », Maison Européenne de la photographie, Paris, 2004.
- « La Région humaine », Musée d’art contemporain de Lyon, 2006.
- « L’Événement, les images comme acteur de l’histoire », Jeu de Paume, Paris, 2016.
- « La Subversion des image, surréalisme, photographie, film », Centre Georges Pompidou, 2009-2010.
- « Nadar, la norme et la caprice », Château de Tours, Jeu de Paume Hors-les-murs, 2010 ; Multimedia Art Museum, Moscou, 2015.
- « Gilles Caron (1939-1970) le conflit intérieur » au musée de l’Elysée à Lausanne (2012), au musée de la photographie de Charleroi (2013) et au Jeu de Paume hors-les-Murs (Château de Tours, 2014), et en 2015 à Clermont-Ferrand.
- « Caron 68 », Hôtel de ville de Paris, 2018.
- « Laura Henno Rédemption », Rencontre internationale de la Photo, Arles, 2018.
- « Nadar convention & caprice », Musée Marubi, Skoder, Albanie, 2018.
- « Philippe Chancel, Datazone », Eglise des frères Prêcheurs, Arles, 2019.
- « Laura Henno - Radival Devotion », Institut pour la photographie des Hauts de France, 2019.
- « 50 ans de photographie française », Domaine national du Palais Royal Paris, mars -mai 2020.